# Siung-feng III
Siung-feng III (HF-3) je typ nadzvukové protizemní a protilodní střely vyvinutý pro námořnictvo Čínské republiky tchajwanským institutem Čung-šan Kche-süe-jen-ťiou-jüan (CSIST). Střela může být vypouštěna z pozemního odpalovacího zařízení, nebo z válečných lodí. Vyvíjena je i její letecká varianta.

## Vývoj

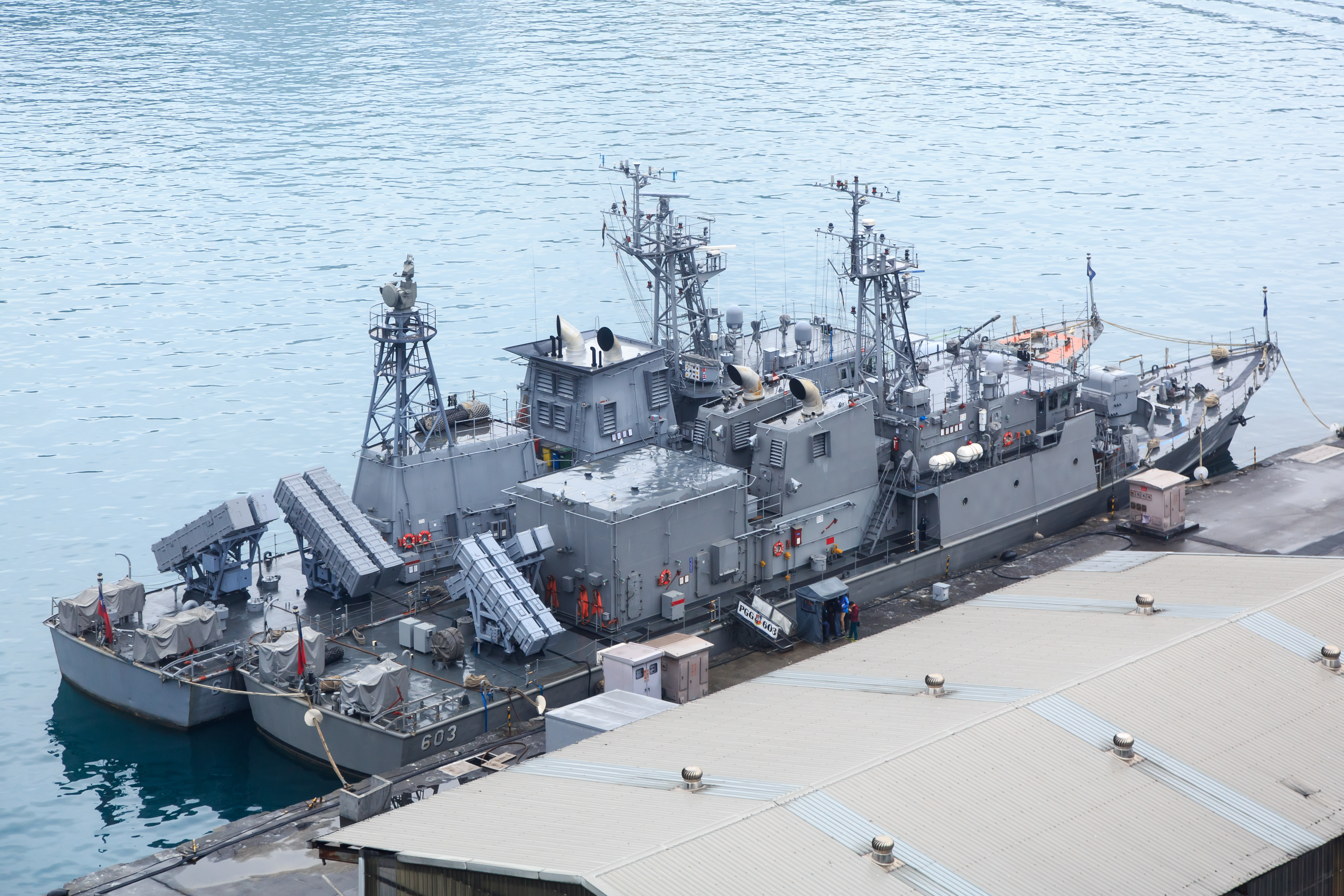
Raketové čluny třídy Ťin-ťiang nesoucí střely Siung-feng III (vlevo) a Siung-feng II

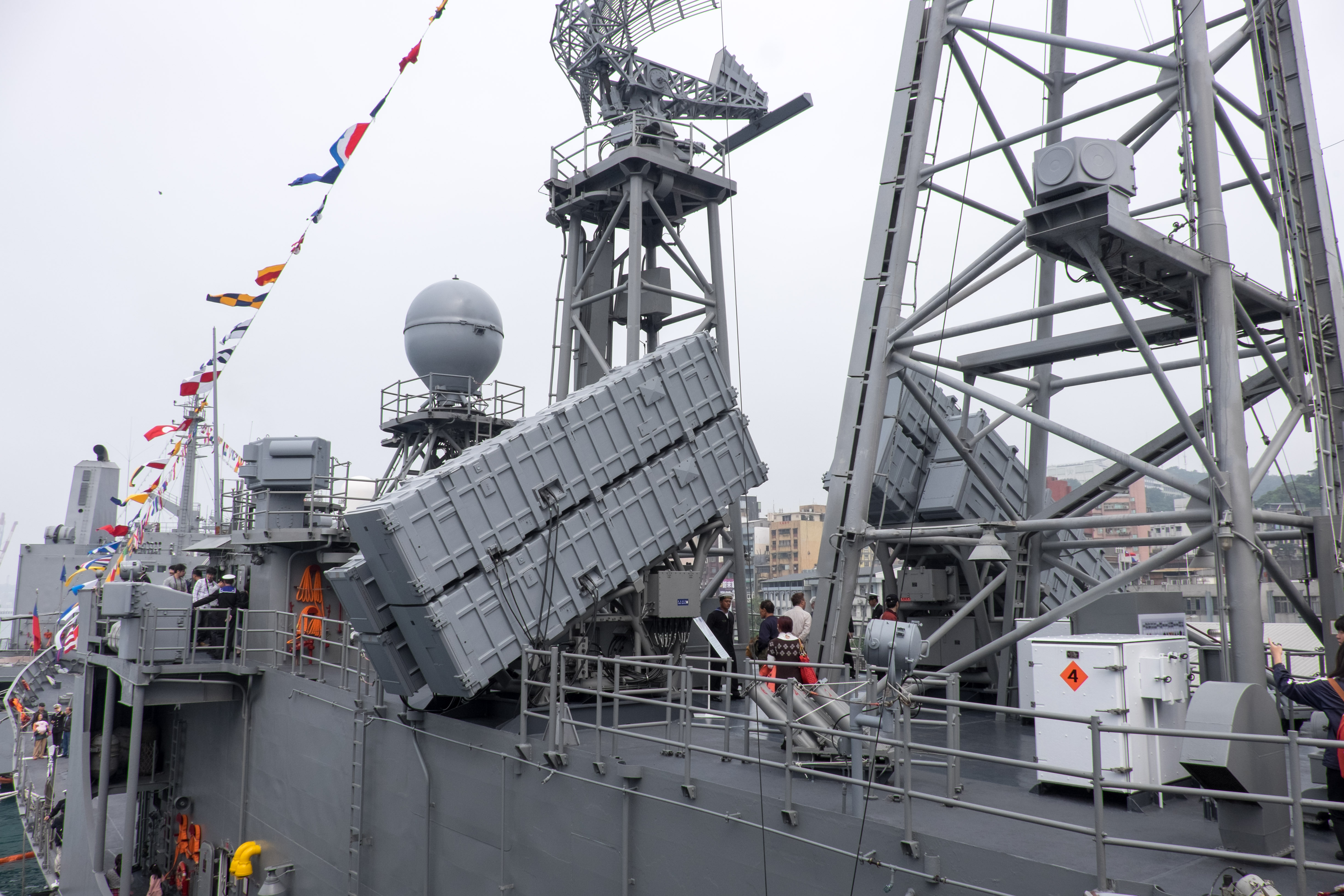
Odpalovací kontejnery protilodních střel Siung-feng II (menší) a Siung-feng III (větší) na palubě fregaty Pan Čchao (PFG2-1108)

Tchajwanská obranná strategie předpokládá užití protilodních střel proti případné invazi z kontinentální Číny. Jelikož ale země dlouhodobě obtížně získává vojenskou techniku ze zahraničí, musela vyvinout své vlastní typy střel. Na první generaci podzvukové střely Siung-feng I (HF-1) roku 1993 navázal vylepšený typ Siung-feng II (HF-2).
Přibližně roku 2002 začal vývoj daleko pokročilejší nadzvukové protilodní střely Siung-feng III. V roce 2005 bylo poprvé zveřejněno, že střela provedla úspěšnou ostrou střelbu. Veřejnosti byly střely poprvé předvedeny na přehlídce dne 10. října 2007. Sériová výroba začala roku 2007. Roku 2008 byly první střely Siung-feng III instalovány na fregaty třídy Čcheng-kung. Druhé v pořadí je dostaly raketové čluny třídy Ťin-ťiang. Později následovaly fregaty třídy Kchang-ting a korvety třídy Tchuo-ťiang. Obvykle je doplňují starši střely Siung-feng II.
Roku 2013 byla na zbrojním veletrhu TADTE 2013(Taipei Aerospace & Defense Technology Exhibition) představena pozemní verze systému Siung-feng III. Jedno šestikolové vozidlo nese celkem čtyři střely Siung-feng III.
V roce 2025 média United Daily News zveřejnila snímek bojového letounu AIDC F-CK-1 Ťing-kuo s podvěšenou dvojicí protilodních střel HF-3 opatřených kalibračními značkami. Integrace střely by výrazně posílila schopnosti těchto letounů. Dle United Daily News práce na letecké verzi střely začaly roku 2022, později byly zastaveny a roku 2024 obnoveny. Dokončení prací bylo plánováno na rok 2028.

## Konstrukce

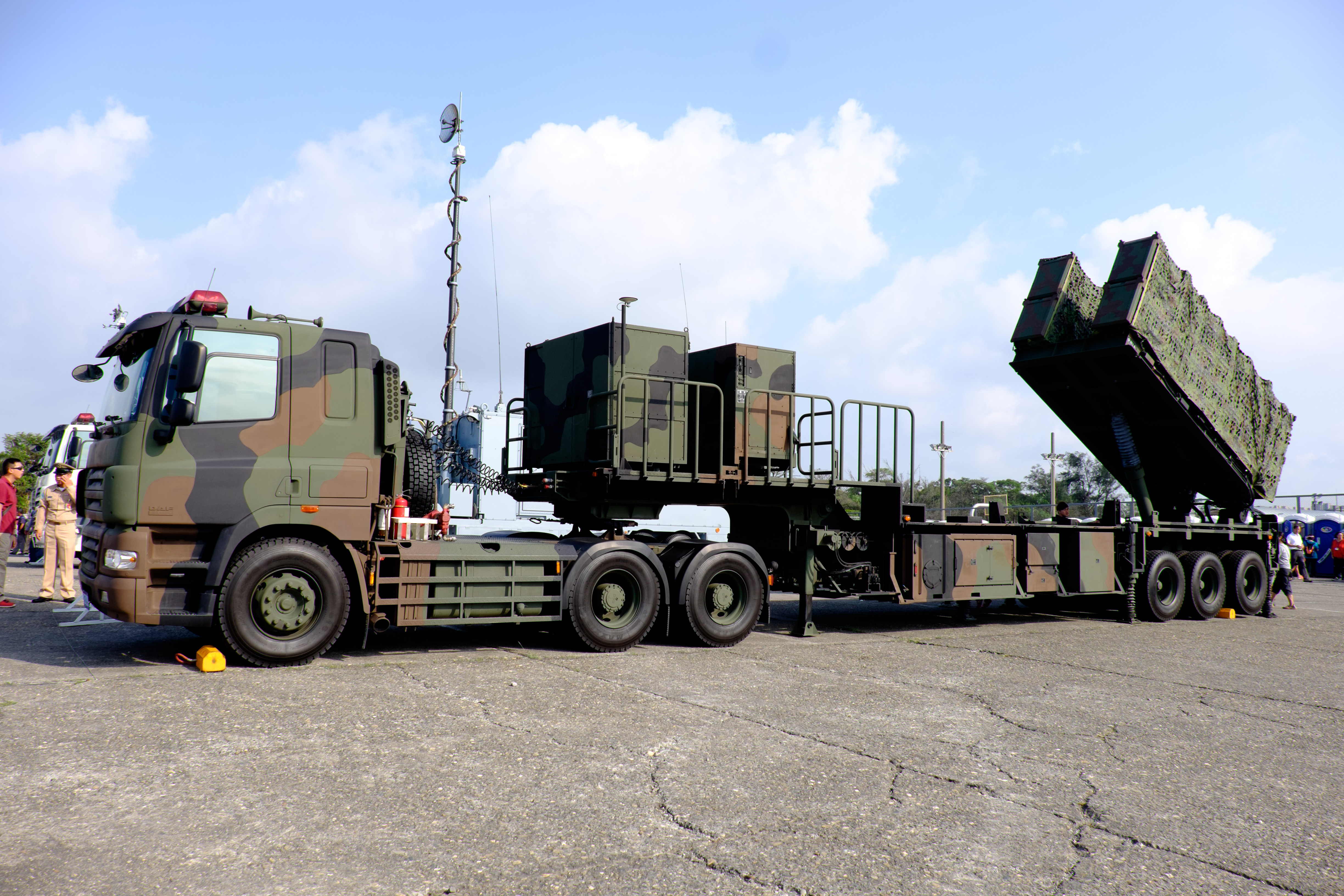
Pozemní odpalovací zařízení nesoucí čtyři střely Siung-feng III

Střela startuje pomocí dvou raketových motorů na pevné pohonné látky a následně ji pohání náporový motor. Její dosah je odhadován až na 300 km. Rychlost střely je odhadována na 2,5–3 M.

## Nehody
Dne 1. července 2016 posádka raketového člunu ROCS Ťin-ťiang (PG-610) třídy Ťin-ťiang, kotvícího na námořní základně, omylem vypustila střelu Siung-feng III. Střela zasáhla ve vzdálenosti 40 mil plující rybářskou loď, přičemž jejího kapitána zabila a tři další osoby zranila. Nehodu zavinila lidská chyba – během cvičení operátor nedodržel postup a omylem přepnul systém ze simulačního do bojového režimu.